# Желєзняк Ірина Михайлівна
Ірина Михайлівна Желєзняк (25 квітня 1932, Харків — 24 червня 2020, Київ) — український мовознавець-славіст, доктор філологічних наук з 1988, професор з 2001.

## Біографія
Закінчила у 1956 році Київський університет.
З 1957 року працювала в Інституті мовознавства HAH України: лаборант, молодший науковий співробітник; у 1978—1991 роках — старший науковий співробітник.
У 1991—1997 роках — завідувач відділу ономастики, а з 1997 — головний науковий співробітник Інституту української мови HAH України.

## Наукова діяльність
Досліджувала українську і слов'янську ономастику.
Авторка монографій «Очерк сербохорватского антропонимического словообразования (Суффиксальная система сербохорватской антропонимии ХІІ–ХV вв.).» (1969), «Рось і етнолінгвістичні процеси Середньонаддніпрянського Правобережжя» (1987), «Слов'янсько-трансєвропейські топонімні ареали»; Братислава; 1993).
Співавтор монографії «Гідронімія України в її міжмовних і міждіалектних зв'язках» (1981), «Словника гідронімів України» (1979), «Етимологічного словника літописних географічних назв Південної Русі» (1985).
Один з авторів і відповідальних редактор монографій «Київське Полісся (етнолінгвістичне дослідження)» (1989), «Ономастика України першого тисячоліття нашої ери» (1992), «Ономастика України та етногенез східних слов'ян» (1998), «Ономастика Полісся» (1999). Співавторка та член редколегії щорічника «Студії з ономастики та етимології».